# U-Bahnhof Toledo
Der Bahnhof Toledo ist ein Tunnelbahnhof der U-Bahn in der italienischen Stadt Neapel. Er befindet sich auf der Linie 1 unter der gleichnamigen Straße (via Toledo), nach der er benannt wurde.
Der Bahnhof gehört zu den sogenannten Stazioni dell’arte („Kunstbahnhöfen“), also zu einer Gruppe von besonders prächtig ausgestatteten Bahnhöfen.

## Geschichte
Der Bahnhof Toledo wurde am 17. September 2012 in Betrieb genommen.

## Anbindung
| Linie   | Verlauf |
| ------- | --- |
| Linie 1 | Piscinola – Chiaiano – Frullone – Colli Aminei – Policlinico – Rione Alto – Montedonzelli – Medaglie d’Oro – Vanvitelli – Quattro Giornate – Salvator Rosa – Materdei – Museo – Dante – Toledo – Municipio – Università – Duomo – Garibaldi |